# NK Vitez '92 Antunovac
NK Vitez '92 je nogometni klub iz mjesta Antunovac.

## Povijest
Prvi nogometni klub u Antunovcu osnovan je 1928. godine. Bio je to NK Bratstvo Antunovac. Sam klub Vitez '92 je nastao 1992. godine fuzijom nogometnih klubova iz okolnih sela: NK Bratstvo Antunovac, NK Dinamo Orlovnjak, NK Mladost Seleš i NK Polet Josipin Dvor, ali se kao godina osnutka uzima godina osnutka NK Bratstva.
Danas se natječe u 2. ŽNL Osječko-baranjska (Osječko-Baranjska). 